# Belfast Giants
Die Belfast Giants sind ein im Jahr 2000 gegründeter Eishockeyclub der Stadt Belfast in Nordirland. Die Mannschaft wurde bisher dreimal britischer Meister. Sie spielen in der britischen Elite Ice Hockey League. Die Spiele werden in der The SSE Arena Belfast ausgetragen, die eine Kapazität bei Eishockeyspielen von 7300 Zuschauern hat.

## Geschichte
Bei der Gründung des Klubs legten die Belfast Giants Wert darauf, dass sich der Klub nicht an eine bestimmte Glaubensrichtung oder Gemeinschaft bindet, sondern Belfast als Ganzes repräsentiert. Daraufhin wurde eine Reihe von Maßnahmen ergriffen. Spezielle Kleidung, die auf die politische oder religiöse Zugehörigkeit einer Person hinweisen könnte, wurde verboten; und auch Fahnen durften nicht mit in die Arena gebracht werden. Die Nationalhymne des Vereinigten Königreichs, die traditionell vor Spielen in anderen Eliteliga-Arenen gespielt wird, wird vor Giants-Spielen nicht gespielt. Diese Maßnahmen waren erfolgreich, und die Giants gewannen schnell eine große und begeisterte Fangemeinde, die keine Angst vor dem Sektierertum hatte, das andere Sportarten in Nordirland überschattete.
Die Giants wurden in der Saison 2004/05 Vizemeister, hinter dem Coventry Blaze, aber waren Sieger des Crossover-Liga-Cup, der mit Teams aus der BNL gespielt wurde.
Im Jahr 2005 verpflichteten die Giants NHL All-Star und Olympiasieger, Theo Fleury, der sein Debüt gegen den Edinburgh Capitals machte. Die Giants gewannen mit 11:2 und Fleury erzielte einen Hattrick. Mit 4 zusätzlichen Assists und einen Kampf auf dem Buckel, wurde er zum Mann des Spiels.
Neben Fleury, haben einige andere Spieler, die zuvor in der NHL spielten für die Giants gespielte; Paul Kruse, Jason Ruff, Paxton Schulte, und Jason Bowen.
In der Saison 2013/14 wurde man souverän mit 23 Punkten Vorsprung vor dem Zweitplatzierten Sheffield Steelers Meister. Auch 2023 gelang der Titelgewinn.
Publikumslieblinge sind Kapitän Adam Keefe – der ab der Saison 2017/18 Cheftrainer der Giants ist – und Darryl Lloyd, auch liebevoll die Bash Brothers genannt. Darryl Lloyd ist bei seinen Gegnern für seinen sehr harten, aber fairen Checks gefürchtet. Keefe und Lloyd kommen zusammen auf insgesamt über 950 Strafminuten in 4 Spielzeiten für die Giants.

## Erfolge
- 2001/02: Superleague Meister
- 2002/03: Superleague Playoff-Meister
- 2004/05: 1. Platz in der britischen Cross-League
- 2005/06: Ligameister der Elite Ice Hockey League und damit britischer Meister
- 2009/10: Playoff-Meister der Elite Ice Hockey League
- 2011/12: Ligameister der Elite Ice Hockey League und damit britischer Meister
- 2013/14: Ligameister der Elite Ice Hockey League und damit britischer Meister
- 2019: 2. Platz beim IIHF Continental Cup
- 2022/23: Ligameister und Playoff-Meister der Elite Ice Hockey League und damit britischer Meister